# Lista de prefeitos de Itapetinga
Esta é a lista de prefeitos do município de Itapetinga, estado brasileiro da Bahia.
Compreende todas as pessoas que tomaram posse definitiva da chefia doexecutivo municipal em Itapetinga e exerceram o cargo como prefeitos titulares, além de prefeitos eleitos cuja posse foi em algum momento prevista pela legislação vigente.
Prefeitos em exercício que substituíram temporariamente o titular não são considerados para a numeração mas estão citados em notas, quando aplicável.
Sob a vigente ordem constitucional, Prefeito é a designação dada ao funcionário público do Poder Executivo municipal, que exerce seu cargo em função de uma legislatura (mandato), sendo para tanto eleito a cada quatro anos, podendo ser reeleito por mais 4 anos (segundo mandato).
A partir da constituição brasileira de 1934, o cargo de prefeito passou a ser o único, em todo o Brasil, ao qual estão atribuídas as funções de chefe do poder executivo do governo local, em simetria aos chefes dos executivos da União e do estado, portanto, em forma monocrática. Este texto quer dizer que deverá haver harmonia e integração de ação entre as esferas envolvidas sem a intervenção de uma na outra, exceto nos casos previstos na Constituição Federal.
| Nº | Nome                                                                                  | Imagem                               | Partido                                          | Início do mandato       | Fim do mandato                          | Observações                           |
| 1  | Juvino Oliveira (Guanambi, 02.12.1904–06.06.1987)                                     |                                      | Partido Social Democrático PSD                   | 31 de janeiro de 1955   | 30 de janeiro de 1959                   | Prefeito eleito em sufrágio universal |
| 2  | José Vaz Sampaio Espinheira (São Miguel das Matas, 10.09.1914 –São Paulo, 21.03.1983) |                                      | União Democrática Nacional UDN                   | 31 de janeiro de 1959   | 30 de janeiro de 1963                   | Prefeito eleito em sufrágio universal |
| 3  | José Mendonça Luna (Ribeira do Pombal, 01.01.1917 –Salvador, 11.04.1973)              |                                      | União Democrática Nacional UDN                   | 31 de janeiro de 1963   | 30 de janeiro de 1967                   | Prefeito eleito em sufrágio universal |
| 4  | José Vaz Sampaio Espinheira (São Miguel das Matas, 10.09.1914–)                       |                                      | Aliança Renovadora Nacional ARENA                | 31 de janeiro de 1967   | 30 de janeiro de 1971                   | Prefeito eleito em sufrágio universal |
| 5  | Padre Altamirando Ribeiro dos Santos (Rubim, 16.12.1926– Paragominas, 25.11.2005)     |                                      | Aliança Renovadora Nacional ARENA                | 31 de janeiro de 1971   | 30 de janeiro de 1973                   | Prefeito eleito em sufrágio universal |
| 6  | Evandro de Oliveira Andrade (Vitória da Conquista, 19.09.1935–)                       |                                      | Aliança Renovadora Nacional ARENA                | 31 de janeiro de 1973   | 31 de janeiro de 1977                   | Prefeito eleito em sufrágio universal |
| 7  | José Vaz Sampaio Espinheira (São Miguel das Matas, 10.09.1914–)                       |                                      | Aliança Renovadora Nacional ARENA                | 1° de fevereiro de 1977 | 31 de janeiro de 1983                   | Prefeito eleito em sufrágio universal |
| 8  | Michel José Hagge Filho (Salvador, 05.12.1927–)                                       |                                      | Partido do Movimento Democrático Brasileiro PMDB | 1° de fevereiro de 1983 | 31 de dezembro de 1988                  | Prefeito eleito em sufrágio universal |
| 9  | José Marcos de Sousa Gusmão (Vitória da Conquista, 25.02.1937– Viçosa, 20.04.2000)    |                                      | Partido da Frente Liberal PFL                    | 1º de janeiro de 1989   | 31 de dezembro de 1992                  | Prefeito eleito em sufrágio universal |
| 10 | Michel José Hagge Filho (Salvador, 05.12.1927–)                                       |                                      | Partido do Movimento Democrático Brasileiro PMDB | 1º de janeiro de 1993   | 31 de dezembro de 1996                  | Prefeito eleito em sufrágio universal |
| 11 | José Otávio Curvêlo (Poções, 06.12.1940–)                                             |                                      | Partido Liberal PL                               | 1º de janeiro de 1997   | 31 de dezembro de 2000                  | Prefeito eleito em sufrágio universal |
| 11 | José Otávio Curvêlo (Poções, 06.12.1940–)                                             | 1º de janeiro de 2001                | Partido Liberal PL                               | 31 de dezembro de 2004  | Prefeito reeleito em sufrágio universal |                                       |
| 12 | Michel José Hagge Filho (Salvador, 05.12.1927–)                                       |                                      | Partido do Movimento Democrático Brasileiro PMDB | 1º de janeiro de 2005   | 31 de dezembro de 2008                  | Prefeito eleito em sufrágio universal |
| 13 | José Carlos Cruz Cerqueira Moura (Prado, 24.12.1951–)                                 |                                      | Partido dos Trabalhadores PT                     | 1º de janeiro de 2009   | 31 de dezembro de 2012                  | Prefeito eleito em sufrágio universal |
| 13 | José Carlos Cruz Cerqueira Moura (Prado, 24.12.1951–)                                 | 1º de janeiro de 2013                | Partido dos Trabalhadores PT                     | 31 de dezembro de 2016  | Prefeito reeleito em sufrágio universal |                                       |
| 14 | Rodrigo Hagge Costa (Salvador, 13.08.1989–)                                           |                                      | Partido do Movimento Democrático Brasileiro PMDB | 1º de janeiro de 2017   | 31 de dezembro de 2020                  | Prefeito eleito em sufrágio universal |
| 14 | Rodrigo Hagge Costa (Salvador, 13.08.1989–)                                           | Movimento Democrático Brasileiro MDB | 1º de janeiro de 2021                            | 31 de dezembro de 2024  | Prefeito reeleito em sufrágio universal |                                       |
| 15 | Eduardo Jorge Almeida Hagge (Salvador, 12.04.1961–)                                   |                                      | Movimento Democrático Brasileiro MDB             | 1º de janeiro de 2025   | Atual                                   | Prefeito eleito em sufrágio universal |